# Dycladia marmana
Dycladia marmana là một loài bướm đêm thuộc phân họ Arctiinae, họ Erebidae.